# 中江鎮江寺
中江鎮江寺位於四川省德陽市中江縣，文物遺址年代判定為清。2012年7月16日公佈為第八批四川省文物保護單位。
中江鎮江寺位於四川省德陽市中江縣凱江鎮鹽市街103號，建於清道光十四年（1834），坐東向西，呈復合四合院佈局，占地面積3300平方公尺，現存古建築面積1492平方公尺。中軸線上建築依次為山門、戲樓、正殿、後殿，左右側建築為迴樓、廂房。其中山門為磚石結構牌樓式門牆，有門洞三通。戲樓為木結構單簷歇山式筒瓦屋頂，一樓一底，前端向正廳方向庭院中伸出，面闊三間9公尺，進深三間10.5公尺。正殿為一進三重大廳，由前軒、過廳、殿堂組成，屋頂、梁架連為一體，過廳左右還有小天井。正殿前軒為木結構圓山式筒瓦屋頂，面闊三間14.6公尺，進深一間4.85公尺。過廳為圓山式懸山頂，殿堂為木結構歇山式筒瓦屋頂，面闊五間23.1公尺，進深四間11.8公尺，副階周匝。迴樓及廂房均為木結構懸山式小青瓦建築。1985年，中江鎮江寺被中江縣人民政府公佈為縣級文物保護單位。